# Great Big Sea
I Great Big Sea sono un gruppo musicale folk rock canadese attivo dal 1993.
Interpreta musica tradizionale di Terranova e Labrador, inclusi i canti marinareschi, derivanti dalle tradizioni irlandesi, scozzesi e celtiche.

## Formazione
Membri attuali
- Alan Doyle - voce, chitarra, bouzouki, mandolino
- Bob Hallett - voce, violino, fisarmonica, mandolino, concertina, bouzouki, flauti

Collaboratori attuali
- Murray Foster - basso
- Kris MacFarlane - batteria, altri strumenti

Ex membri
- Séan McCann - voce, bodhrán, chitarra, tin whistle
- Darrell Power - voce, basso, chitarra

## Discografia

### Album studio
- 1993 - Great Big Sea
- 1995 - Up
- 1997 - Play
- 1999 - Turn
- 2002 - Sea of No Cares
- 2004 - Something Beautiful
- 2005 - The Hard and the Easy
- 2008 - Fortune's Favour
- 2010 - Safe Upon the Shore

### Raccolte
- 1998 - Rant and Roar
- 2012 - XX

### Album live
- 2000 - Road Rage
- 2004 - Great Big DVD and CD
- 2006 - Courage & Patience & Grit